# Lokotyi járás
A Lokotyi járás (oroszul Локтевский район) Oroszország egyik járása az Altaji határterületen. Székhelye Gornyak.

A Lokotyi járás az Altaji határterületen

## Népesség
- 1989-ben 34 562 lakosa volt.
- 2002-ben 33 984 lakosa volt, melyből 31 783 orosz, 993 német, 312 ukrán, 191 örmény, 183 kazah, 112 tatár, 101 fehérorosz, 58 cigány stb.
- 2010-ben 29 658 lakosa volt.